# Patricio Rubio
Patricio Rodolfo Rubio Pulgar (* 18. April 1989 in Santiago de Chile) ist ein chilenischer Fußballspieler.

## Karriere

### Verein
Patricio Rubio kam mit sieben Jahren in die Jugend des CSD Colo-Colo und schaffte 2006 den Sprung in die Profimannschaft, absolvierte aber nur in der Clausura 2006 sein Debüt. Im Jahr 2007 wurde er an Deportivo Ñublense, wo er ohne Ligaeinsatz blieb, verliehen und kam erst in der Apertura 2008 zu seinem zweiten und letzten Einsatz für die Caciques. Rubio spielte danach für unterklassige Teams und wurde mit dem AC Barnechea 2011 Meister der Tercera A. Dadurch wurde Unión Española auf ihn aufmerksam, für die er in der Clausura 2012 und Transición 2013 spielte. In der Transición 2013 wurde der Klub spanischer Einwanderer chilenischer Meister, für Rubio nach der Clausura 2006 der zweite Meistertitel. Zum dritten Mal wurde Rubio mit dem CF Universidad de Chile in der Apertura 2014 Meister und holte 2015 den Pokalsieg. In der Clausura 2015 wurde er zudem Ligatorschützenkönig.
Von La U wechselte Rubio 2015 nach Mexiko zum Querétaro FC, die ihn allerdings nach 13 Ligaeinsätzen mit nur einem Tor zurück an Universidad de Chile verliehen. Bei seinem zweiten Anlauf bei Querétaro gelang ihm in zehn weiteren Partien kein Treffer, so dass der Klub weitere Ausleihen von Rubio vollzog und ihn 2019 endgültig an Universidad de Concepción abgab. 2020 spielte er kurzzeitig in Perus Hauptstadt bei Alianza Lima, kam aber schnell nach Chile zurück und spielte 2021 erneut für Unión Española. Seit 2022 spielt Rubio für Deportivo Ñublense.

## Nationalmannschaft
Patricio Rubio absolvierte sein erstes Länderspiel für Chile im Januar 2013 beim 2:1-Erfolg im Freundschaftsspiel über Senegal, als er zur zweiten Spielhälfte für Michael Ríos eingewechselt wurde. Beim zweiten Länderspiel gegen Haiti kam er 18 Spielminuten zum Einsatz und erzielte seinen ersten Länderspieltreffer zum 3:0-Endstand. Bei seinem dritten Länderspieleinsatz im April 2013 gegen Brasilien stand Rubio das erste Mal in der Startelf.

## Erfolge
CSD Colo-Colo
- Chilenischer Meister: Clausura 2006

AC Barnechea
- Chilenischer Tercera A-Meister: 2011

Unión Española
- Chilenischer Meister: Transición 2013
- Chilenischer Supercup-Sieger: 2013

Universidad de Chile
- Chilenischer Meister: Apertura 2014
- Chilenischer Pokalsieger: 2015
- Chilenischer Supercup-Sieger: 2015

Querétaro FC
- Mexikanischer Pokalsieger: Apertura 2016

## Auszeichnungen
- Torschützenkönig der chilenischen Primera División: Clausura 2015

## Sonstiges
Patricio Rubio ist Eigentümer der Golden Bull Eleven, einem Immobilienunternehmen.